# 2019冠狀病毒病南美洲疫情

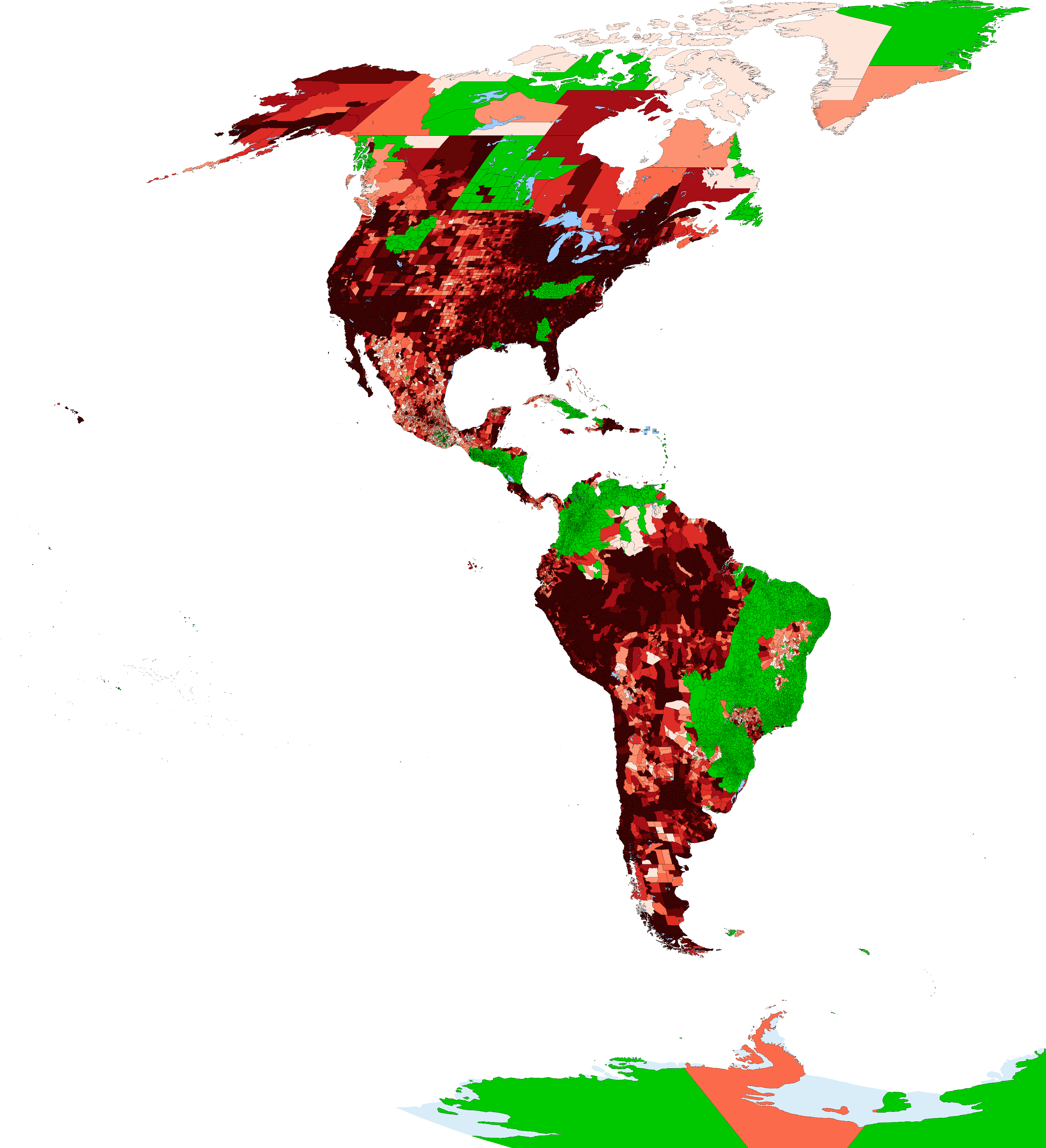
美洲各行政区确诊人数图（截止11月15日）

南美洲各国关于2019冠状病毒病疫情的病例和其对应措施。

## 確診國家

### 巴西

巴西各州確診死亡人數

2月25日，据巴西《圣保罗州报》报道，巴西圣保罗市当天发现了首例核酸检测呈阳性的病例。巴西卫生部称，该病例为一名61岁的男子，居住在圣保罗，本月9日至21日曾前往意大利，并在该国疫情集中暴发的伦巴第大区逗留。其核酸检测初步结果呈阳性。
巴西卫生部当地时间2月29日通报称，巴西圣保罗州首府圣保罗市一名32岁的男子当天确诊罹患2019冠状病毒病。这是继2月26日确诊首例后，巴西出现的第二例2019冠状病毒病确诊病例。该名患者与首宗病例一样，都曾有意大利旅行史。
巴西卫生部当地时间3月4日举行新闻发布会宣布，巴西当天确诊第3例2019冠状病毒病病例，第4例病患首次2019冠状病毒病核酸检测呈阳性待复查。四位患者都居住在巴西最大城市圣保罗，均有意大利等国旅行史。
3月12日，巴西政府發表聲明，指总统府新聞秘書法比奥·魏因加滕證實確診，正在家中接受隔離。早前魏因加滕还与巴西总统雅伊尔·博索纳罗、美国总统唐纳德·特朗普同場合影。3月13日，巴西总统雅伊尔·博索纳罗一度被傳確診感染2019冠状病毒病，但本人稍後澄清檢測為陰性，未感染肺炎。
3月18日，巴西安全机关部长艾雷诺确诊感染2019冠状病毒病。
7月6日，巴西總統雅伊爾·博索納羅（Jair Bolsonaro）確診感染新型冠狀病毒。他在周一（7月6日）進行了第四次檢測，此前他已經出現發高燒等症狀。博爾索納羅過去曾多次試圖淡化疫情的風險，將之稱為「小流感」，並說他不會受到多大的影響。他曾反對封鎖，認為這樣會破壞經濟。
截至9月19日，巴西超過450萬人確診2019冠狀病毒病，其中超過13萬6000人死亡，超過379萬人康復，是南美洲最多人確診的國家,也是世界第三多人確診的國家。

### 厄瓜多尔

2月29日，厄瓜多尔卫生部发布首例病例。首例患者是一名居住在西班牙的厄瓜多尔妇女，2月14日从马德里乘直飞航班抵达厄瓜多尔，当时没有出现症状，但很快就开始感到不适，并被送往一家公立医院。
厄瓜多尔卫生部长卡塔琳娜安达穆诺3月1日称，该国新增5例确诊病例，该国病例总数达到6例。据报道，这5名患者均与该国首例患者有过接触。安达穆诺说，这五名新病例都是首例病人的亲属，他们与其有过直接接触，目前他们都在家中被隔离。安拉穆诺表示，5名患者出现了轻微的症状。当局还在监测大约177名可能与首例病人有过接触的人，包括航班上的乘客、其他亲属和医护人员。
厄瓜多尔卫生部3月2日晚间宣布，该国目前有七例确诊病例。厄瓜多尔卫生部称，新确诊的患者曾与该国最初报告的2019冠状病毒病病例有过接触，目前有177人因与首例患者接触在接受观察。
3月16日，厄瓜多爾總統宣佈國家進入緊急狀態。
在4月，厄瓜多爾被描述為可能成為南美洲大流行的“震央”，但是，該國目前在南美確診病例數中僅排名第七。
同樣在4月，厄瓜多爾政府建立了緊急墓地，以處置遺留在街道上的屍體。
由於檢測率低，據信死亡人數大大高於官方數字。《紐約時報》的分析發現3月1日至4月15日發生了7600多例額外死亡，死亡率飆升至平時的三倍，這表明當時的官方死亡人數被低估了。
截至9月19日，厄瓜多爾共有超過12萬宗確診，其中超過11000人死亡，近10萬人康復。

### 阿根廷

阿根廷個案
无病例
1~9个确诊病例
10~59个确诊病例
≥60个确诊病例
≥100确诊病例

3月3日，阿根廷卫生部确认了首例病例。该患者是一位43岁的男子，此前去过罗马，之后到达米兰，最后于2月19至21日到达巴萨罗纳，于3月1日回到阿根廷，随后开始有感冒症状。随后将其转移至医院。飞机上的乘客也被告知并隔离。
3月5日，阿根廷卫生部确诊了第二例病例，该患者是一名23岁的男子，他是一位阿根廷国家众议院的议员，并在布宜诺斯艾利斯市立法机关工作，曾前往意大利北部，并于3月1日回到阿根廷。3月3日开始有感冒症状，之后他确定了他与10个人接触过，随后他们被询问。
3月6日，当地新增6例，其中4个属于布宜诺斯艾利斯市的，当中有一位72岁的女性和3名分别是44，46，47岁，还有一个科尔多瓦省（阿根廷）的57岁男性，以及一名布宜诺斯艾利斯省的63岁女性。他们都此前去过欧洲旅行。布宜诺斯艾利斯市的患者分别在不同的医院：两个在Agote医院，其他的都分别在Otamendi医院，Britanico医院与Santa Isabel y Aleman医院。在布宜诺斯艾利斯省的患者现在在Thompson医院。在科尔多瓦省的患者现在在一个布宜诺斯艾利斯省的私立医院。
3月7日，当地确定了拉丁美洲的首例死亡案例，是一名64岁的男性在布宜诺斯艾利斯去世，在2月25日在阿根廷降落，此前去过巴黎，三天之后开始有了症状。3月5日，他出现在Argerich医院。他之后被隔离并等待报告，医生Carlos Malbran确定的说他确定有病毒。
3月8日，阿根廷卫生部确定了3例病例。第1例来自美国，是一名年轻人，他去美国因为他要参加一个活动，但是活动因为疫情而取消。第2例在布宜诺斯艾利斯市，是一位71岁来自帕尔马，意大利，他3月5日到达阿根廷并在那个星期四开始有症状。第3例是一个布宜诺斯艾利斯省的53岁的人，3月5日开始有症状，两天后他拜访到一个公共医院。
3月9日，新增4例，累积12例。
3月10日，新增7例，累积19例。
3月11日，新增至21例。
3月12日，新增至31例，3名本地人。
3月13日，新增至34例，死亡2例。
3月20日，阿根廷總統阿尔韦托·费尔南德斯在電視講話中宣布，所有民眾在20日午夜起強制留在家中接受檢疫隔離直至31日，期間仍可外出購買生活必需品。

阿根廷確診數字一直呈上升趨勢，其中在八月下旬和九月更多天超過10000人確診。截至9月19日，阿根廷共有超過61萬確診，其中超過12000人死亡，超過四十六萬人康復。

### 智利
当地时间3月3日，智利卫生部证实该国确诊了首例2019冠状病毒病病例，该患者为一名33岁男性，居住在位于首都圣地亚哥以南250公里处的塔尔卡市，此前曾在新加坡旅游数周，目前该患者病情稳定，将在家中自我隔离并接受病情监测。
當地時間4月7日，智利衛生部長海梅·馬尼亞利奇（页面存档备份，存于）表示，智利將確診並死亡的患者同樣計入康複數中，因其「不再具備傳染性」，隨後被多家國際媒體廣泛報道。4月9日，海梅·馬尼亞利奇澄清說，前述表示系其口誤，智利並未將死亡患者計入康複數中。
到5月13日，智利總共確診病人達31721人，總共病死人達335人。智利一星期的增加率特別快，在南美洲也屬於狀況艱難的國家。5月15日起，智利首都聖地牙哥以及周邊6個城區和北部伊基克和阿爾托奧斯皮西奧開始實施強制隔離，時間暫定為7天。
6月13日，智利衛生部長海梅·馬尼亞利奇宣佈辭職。
6月下旬，智利疫情漸趨平穩，由最高鋒的單日5000宗個案，漸漸回落至2000宗。
截至9月19日，智利共有超過44萬人確診，其中超過41萬人康復，12199人死亡。

### 哥倫比亞
3月6日，哥伦比亚卫生部发布公报，宣布该国确诊首例2019冠状病毒病病例。公报说，患者是一名19岁女性，近期曾前往意大利米兰，返回哥首都波哥大后出现相关症状就医，经检测被确诊2019冠状病毒病。

### 巴拉圭
阿根廷鄰國巴拉圭周六確診了第一例冠狀病毒病例，該患者32歲，是從厄瓜多爾返回巴拉圭的。
巴拉圭公共卫生部长马佐莱尼当天在记者会上表示，卫生部实验室确诊了该国首例2019冠状病毒病病例，这是一例输入型病例。

### 秘魯
秘鲁卫生部3月8日公布，该国新增1例2019冠状病毒病确诊病例，目前累计确诊病例升至7例。此前该国已有6例确诊病例。秘鲁国家卫生研究院院长奥马尔·特鲁希略说，这名新增患者与6日确诊的首例患者有过密切接触。首例患者是一名25岁男性，曾赴西班牙、法国和捷克旅行。3月18日，秘魯总统宣布當日起全国范围内实施宵禁。该国紧急状态于4月12日结束。

### 玻利維亞
3月10日晚，玻利维亚卫生部召开新闻发布会，表示玻境内确诊2例病例，分别为60岁和64岁女性，自意大利途经西班牙马德里返玻，从圣克鲁斯市入境后出现发热等症状，目前分别在奥鲁罗市家中和圣克鲁斯省伊奇洛区(Ichilo)圣卡洛斯 (San Carlos)市医院隔离，病情较稳定。玻卫生部、奥鲁罗省及圣克鲁斯省政府正追踪密切接触者并采取紧急预防措施，疫情尚未发生社区传播，但不排除确诊病例继续增加的可能性。玻卫生部长呼吁从发生疫情国家返玻旅客自行隔离14天，防止疫情扩散。

### 圭亚那
据iNews Guyana报道，圭亚那于当地时间3月12日确诊一名来自美国的52岁女性，她于3月5日到达圭亚那，几个小时后因感染去世。

### 委内瑞拉
3月13日，委内瑞拉首次确诊病例，2例确诊病例均是输入型病例。其中一名41岁的委内瑞拉女性近期曾前往美国、意大利和西班牙旅行。另一名男性患者今年52岁，近期曾去过西班牙。这两个确诊病例都在米兰达州确诊。同日，委內瑞拉总统马杜罗宣布全国进入警戒状态。

### 乌拉圭
乌拉圭公共卫生部3月13日宣布，该国首次确诊4例病例，全部是来自意大利的输入型病例。
乌拉圭公共卫生部当天发布公报说，4名确诊患者3月3日至6日从意大利米兰入境乌拉圭，目前身体状况平稳，在家接受隔离。
乌拉圭政府同日宣布了一系列防控措施，包括取消举办音乐节等大型活动、足球比赛不设观众等。

### 苏里南
当地时间3月13日，苏里南副总统阿斯温·阿德欣宣布该国确认首例2019冠状病毒病确诊病例。该名患者此前曾有荷兰旅行史。此外，阿斯温·阿德欣还宣布苏里南将在午夜关闭边境和机场。30天后将对此法令进行评估，以决定是否延长关闭期限。